# Lorena Velázquez
Lorena Velázquez (Cidade do México, 15 de dezembro de 1937 – 11 de abril de 2024) foi uma atriz mexicana, considerada a rainha do "cinema fantástico". Ademais do México, trabalhou na Espanha e grande parte da Latinoamérica. Junto à sua irmã Teresa são consideras todo um ícone das décadas dos anos sessenta e setenta.

## Biografia
María de la Concepción Lorena Villar Dondé, seu verdadeiro nome, nasceu na Cidade do México em 15 de dezembro de 1937, filha de Eduardo Villar Andrade e Elda Dondé. Sua irmã foi a atriz Teresa Velázquez. Ao se divorciar, sua mãe se casou com o ator Víctor Velázquez, ex esposo de Katy Jurado e deste, ela e sua irmã tomaram o sobrenome ao incursionar no cinema.
Estudou ballet e teatro na escola de Bellas Artes, onde se formou academicamente em técnica teatral com Fernando Wagner, história do teatro com Francisco Monterde e atuação com Clementina Otero. Foi pela profissão de seu pai adotivo que teve desejos de incursionar no cinema, o qual consolidou com o filme Caras nuevas (1956). Pouco depois, lhe deram seu primeiro papel como protagonista em Un mundo nuevo (1957). Sua beleza captou a atenção dos produtores e filmou vários filme que serviram para torná-la conhecida, onde trabalhou com figuras como Germán Valdes "Tin Tan”, Adalberto Martínez "Resortes", Marco Antonio Campos "Viruta” e Gaspar Henaine "Capulina”.
Velázquez morreu em 11 de abril de 2024, aos 86 anos.

## Filmografia

### Telenovelas
- La mexicana y el güero (2020) .... Roseanne "Rose" Vda. de Sommers
- Sueño de amor  (2016) .... Gina Morales
- Amores con trampa (2015).... Corina Bocelli
- Qué pobres tan ricos (2013-2014).... Isabel "Chabelita" Laskurain
- Mentir para vivir (2013).... Sra. Carmona
- Amor bravío (2012).... Carolina
- Dos hogares (2011-2012).... Carmela Correa
- La fuerza del destino (2011).... Brenda
- Niña de mi corazón (2010).... Mercedes Riquelme
- Alma de hierro (2008-2009).... Victoria
- Muchachitas como tú (2007).... Teresa
- Rubí (2004).... Mary Chavarría
- Velo de novia (2003-2003).... Adela Isabela
- ¡Vivan los niños!  (2002-2003).... Donatella
- Amigas y rivales (2001).... Itzel de la Colina
- La casa en la playa (2000).... Elena White
- El privilegio de amar (1998-1999).... Rebeca de la Colina
- Mi pequeña traviesa (1997-1998).... Catalina
- Morir para vivir (1989).... Etelvina
- Dulce desafío (1988-1989).... Aída
- El enemigo (1979)
- Ardiente secreto (1978)
- El manantial del milagro (1974).... Elena
- El diario de una señorita decente (1969).... Clotilde
- Estafa de amor (1968).... Mayté
- Cumbres Borrascosas (1964).... Cathy

### Series
- Silvia, frente a ti (2019) ... Diretora do colégio
- Mujer, casos de la vida real

- En polvo te convertirás (2004) 
- Confianza ciega (2002) 
- Cuerpo anclado (2002) 
- Horas inmensas (2002) 
- Encuentro con el alma (2002) 
- Trauma infantil (2001) 
- Mujeres asesinas

- Rosa, heredera (2009) ... Ana María Someyera 
- La rosa de Guadalupe

- Una Nariz Roja y Brillante (2012) ... Selene 
- Encontrarse (2012) ... Eva 
- Pasarela (2008) ... Lorena 
- Como dice el dicho

- Al que Dios no le da hijos... (2011) ... Dianita 
- Los güeros también somos nacos (2016/2017) .....Tina

### Cinema
- Más sabe el Diablo por viejo (2018) - Angélica Aguirre
- Un sentimiento honesto en el calabozo del olvido (2017)
- Amor de mis amores (2014)
- Cartas a Elena (2011)
- Se les peló Baltazar (2006) (V)
- Lorena (2006) (V)
- La hacienda del terror (2005) (V)
- El hijo de la tiznada (2001)
- Boda fatal (2001) (V)
- V.I.H.: El muro del silencio (2000) (V)
- Asesina (1999) (V)
- El señor de los cielos II (1998) (V)
- El señor de los cielos III (1998) (V)
- Reclusorio (1997).... Reyna de la Garza (segmento "Sangre entre mujeres")
- La Chilindrina en apuros (1994).... Doña Aldonza
- Pánico en el paraíso (1994) (V)
- Apuesta contra la muerte (1989)
- Fiebre de amor (1985)
- El padre Trampitas (1984)
- Escuela de placer (1984)
- Las modelos de desnudos (1983)
- Las momias de San Ángel (1975)
- Cinco mil dolares de recompensa (1974).... Virginia
- Mi amorcito de Suecia (1974).... Linda
- Leyendas macabras de la colonia (1974)
- Los hombres no lloran (1973).... Carmen Garza
- Masajista de señoras (1973)
- Misión suicida (1973).... Ana Silva
- La inocente (1972)
- Caín, Abel y el otro (1971)
- Los desalmados (1971)
- Ya somos hombres (1971)
- El tesoro de Morgan (1971).... Dalia
- Fray Don Juan (1970)
- Estafa de amor (1970)
- Las infieles (1969)
- El campeón de la muerte (1969)
- Santo en Atacan las brujas (1968).... Elisa Cárdenas/Mayra
- Las hijas de Elena (1967)
- Loco por ellas (1966)
- Tierra de violencia (1966)
- El tragabalas (1966)
- El planeta de las mujeres invasoras (1966).... Adastrea; Alburnia
- Adorada enemiga (1965)
- Tintansón Cruzoe (1965)
- El hacha diabólica (1965).... Isabel de Arango
- Los tres calaveras (1965)
- Las lobas del ring (1965).... Loreta Venus
- Diablos en el cielo (1965)
- El último cartucho (1965).... Amparo
- Las luchadoras contra la momia (1964).... Gloria Venus
- La edad de piedra (1964).... Uga
- Un padre a todo máquina (1964)
- Un gallo con espolones (Operación ñongos) (1964)
- El escándalo (1964)
- Vuelve el Norteño (1964)
- Las bravuconas (1963)
- Entre bala y bala (1963)
- Las luchadoras contra el médico asesino (1963).... Gloria Venus
- ¡En peligro de muerte! (1962)
- Santo contra las mujeres vampiro (1962).... Thorina, reina de los vampiros
- Si yo fuera millonario (1962)
- Quiero morir en carnaval (1962)
- La pantera de Monte Escondido (1962)
- El rapto de las sabinas (1962).... Hersilia
- Santo contra los zombies (1962).... Gloria Sandoval/Gloria Rutherford (English version)
- Pecado (1962).... xD
- Pilotos de la muerte (1962)
- El malvado Carabel (1962)
- Martín Santos, el llanero (1962)
- Jóvenes y rebeldes (1961)
- Ay Chabela...! (1961)
- Ellas también son rebeldes (1961).... Irene Barreto
- ¡Yo sabia demasiado! (1960)
- Ladrón que roba a ladrón (1960)
- Dos criados malcriados (1960)
- Tin Tan y las modelos (1960)
- Dormitorio para señoritas (1960)
- A tiro limpio (1960).... Margarita
- La nave de los monstruos (1960).... Beta
- Los tigres del desierto (1960).... Yvonne
- Una señora movida (1959).... Mercedes
- La ley del más rápido (1959).... Margarita
- El puma (1959).... Margarita
- La vida de Agustín Lara (1959).... María Islas
- La ciudad sagrada (1959)
- Los milagros de San Martín de Porres (1959)
- La odalisca No. 13 (1958)
- La cama de piedra (1958)
- Un mundo nuevo (1957)
- Los tres bohemios (1957)
- La Diana cazadora (1957)
- Mi influyente mujer (1957)
- Bataclán mexicano (1956)
- Caras nuevas (1956)
- ¡Viva la juventud! (1956)

## Prêmios e indicações

### Diosa de plata
| Ano  | Categoria       | Filme          | Resultado |
| ---- | --------------- | -------------- | --------- |
| 1987 | Atriz de quadro | Fiebre de amor | Venceu    |

### Prêmios ACE
| Ano  | Categoria                  | Filme          | Resultado |
| ---- | -------------------------- | -------------- | --------- |
| 2012 | Melhor Co-atuação feminina | Cartas a elena | Venceu    |

### Festival Internacional de Cine de Acapulco (FICA)
| Ano  | Categoria | Filme      | Resultado |
| ---- | --------- | ---------- | --------- |
| 2010 | Homenagem | Trajetória | Venceu    |